# 70 Pine Street
70 Pine Street (dříve také American International Building, 60 Wall Tower nebo Cities Service Building) je mrakodrap v New Yorku. Stavba vysoká 290 metrů s 66 poschodími byla postavená v roce 1932 během období, kdy se soutěžilo o nejvyšší budovu ve městě. V čase svého dokončení byla třetí nejvyšší budovou na světě. Do roku 1972, než bylo postaveno Světové obchodní centrum, byla tato budova nejvyšší na dolním Manhattanu. Společně s o několik měsíců staršími budovami Empire State Building a Chrysler Building patří dodnes k nejvyšším budovám ve městě.
Budova původně nesla název Cities Service Building, ale po prodeji firmě American International Group (AIG) byla přejmenována. V 66. podlaží je otevřená terasa s dalekohledy, odkud je pěkný pohled na město. Budova byla známá také tím, že v ní byly původně instalovány dvoupodlažní výtahy. Pro svou nízkou popularitu však byly brzy zrušeny. Poštovní adresa budovy je 70 Pine Street, New York, NY 10270.